# 광명시민운동장
광명시민운동장(光明市民運動場, Gwangmyeong Civic Stadium)은 대한민국 경기도 광명시에 있는 스포츠 시설이다. 천연잔디 필드와 우레탄 트랙이 갖춰진 경기장이며, 1986년에 준공되었다. 2006년 8월에 인조잔디 필드가 설치되었다.

## 참고 문헌
- “광명시민운동장”. 광명문화재단.
- “광명시민운동장”. 광명시청.
- 〈광명시민운동장〉. 《한국향토문화전자대전》. 한국학중앙연구원. 2020년 11월 9일에 원본 문서에서 보존된 문서. 2020년 11월 2일에 확인함.
- 〈광명시민운동장〉. 《두피디아》. 두산.
- 《2019년 전국 공공체육시설 현황 (2018년말 기준)》. 대한민국 문화체육관광부. 2020.